# Ordre du Mérite aéronautique (Brésil)
L'Ordre du mérite aéronautique (en portugais : Ordem do Mérito Aeronáutico) est une distinction de la Force aérienne brésilienne, créée le 1er novembre 1943 par le président Getúlio Vargas. L'ordre se compose de cinq grades et récompense les mérites des Forces Aériennes brésiliennes ou des forces aériennes étrangères ayant rendu des services au Brésil,.

## Grades
L'ordre est décerné dans les grades suivants :
- Grand-Croix (en portugais : Grã-Cruz)
- Grand Officier (Grande Oficial)
- Commandeur (Comendador)
- Officier (Officiel)
- Chevalier (Cavaleiro)

## Récipiendaires notables
- Général d'armée aérienne Martial Valin, Grand Officier[4]
- Général d'armée aérienne Stéphane Abrial, Français
- André Moynet[5]
- Paul Vachet[6]
- Constantin Feldzer[7]
- Henri Sauvan, Français
- Ira C. Eaker, Américain
- Dwight D. Eisenhower, Américain, Grand-Croix (5 août 1946)[8]
- Leonard T. Gerow, Américain
- Bruce K. Holloway, Américain
- Jonas H. Ingram, Américain
- Jacques Paul Klein, Américain
- Curtis LeMay, Américain
- Luiz Inácio Lula da Silva, Brésilien
- Donald A. Quarles, Américain
- John Dale Ryan, Américain
- Michael E. Ryan, Américain